# Deutsch-tschechoslowakische Beziehungen
Die Deutsch-tschechoslowakischen Beziehungen waren das Verhältnis zwischen der Tschechoslowakei und den verschiedenen, während ihrer Existenz bestehenden deutschen Staaten. Darunter fallen die Weimarer Republik, der NS-Staat, die Bundesrepublik Deutschland (BRD), die Deutsche Demokratische Republik (DDR) und das wiedervereinigte Deutschland. 
Nach der Entstehung der Ersten Tschechoslowakischen Republik durch die Niederlage der Mittelmächte im Ersten Weltkrieg war das Verhältnis der beiden Länder durch den unklaren Status der deutschen Minderheit in der Tschechoslowakei überschattet. Nach der Machtergreifung der Nationalsozialisten musste die Tschechoslowakei im Münchner Abkommen 1938 das Sudetenland an das Deutsche Reich abtreten. Kurze Zeit später überfiel Adolf Hitler schließlich auch die Rest-Tschechei. Während des Zweiten Weltkriegs war das Protektorat Böhmen und Mähren einem brutalen Besatzungsregime unterworfen, während die Slowakei als verkleinerter und formell unabhängiger deutscher Vasallenstaat weiterbestand. Mit der Niederlage der Deutschen kam es 1945 schließlich zur Vertreibung der meisten Deutschen aus den tschechischen und slowakischen Gebieten. Die kommunistische Tschechoslowakei unterhielt ab 1949 diplomatische Beziehungen zur DDR und ab 1973 auch zur Bundesrepublik Deutschland. Das tschechoslowakischen Verhältnis zu den beiden deutschen Staaten war durch die Schatten der Vergangenheit und Ereignisse wie den Prager Frühling nicht völlig spannungsfrei. Nach dem Fall des Eisernen Vorhanges und der Deutschen Wiedervereinigung endeten die deutsch-tschechoslowakischen Beziehungen durch die Teilung der Tschechoslowakei in zwei Nachfolgestaaten: die Tschechische Republik und die Slowakei.

## Geschichte

### Weimarer Republik und Erste Tschechoslowakische Republik (1918–1933)

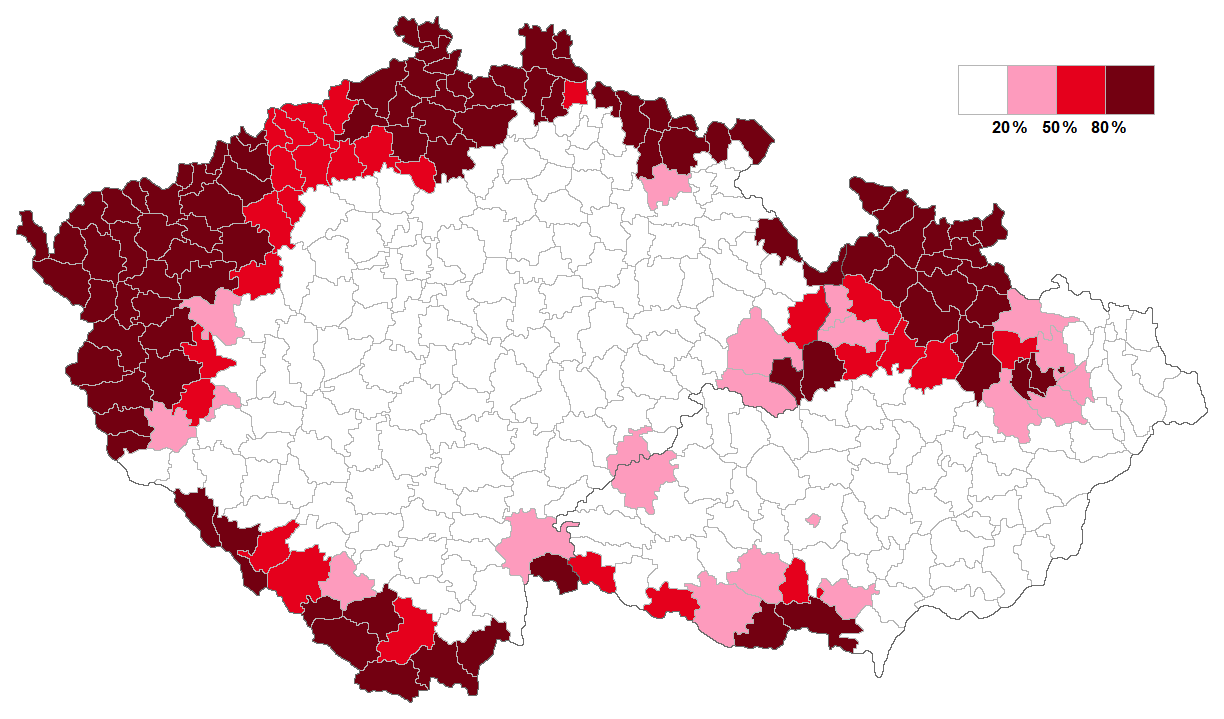
Anteil der Deutschen Minderheit bei der Tschechoslowakischen Volkszählung 1930

Nach dem Zerfall Österreich-Ungarns 1918 entstand die Erste Tschechoslowakische Republik, zu der auch die überwiegend deutsch besiedelten Grenzregionen Böhmens und Mährens gehörten. Der Vertrag von Saint-Germain hatte diese Gebiete der Tschechoslowakei und nicht Deutschösterreich zugesprochen, ohne dass es zu einer Volksabstimmung gekommen wäre. Die Weimarer Republik nahm rasch diplomatische Beziehungen zu dem neuen Nachbarstaat auf. Bereits in den 1920er-Jahren entwickelte sich ein reger Handel: Die Tschechoslowakei zählte zu den industriell fortgeschrittensten Staaten Ostmitteleuropas und Deutschland war einer ihrer wichtigsten Handelspartner. Beide Länder profitierten vom gegenseitigen Warenverkehr, obwohl die Weltwirtschaftskrise ab 1929 die Wirtschaftsbeziehungen störte.
Edvard Beneš versuchte in der Zwischenkriegszeit durch ein System von Allianzen (u. a. die Kleine Entente mit Jugoslawien und Rumänien) die Tschechoslowakei gegen revisionistische Bedrohungen abzusichern. Deutschland war zwar durch den Vertrag von Versailles territorial nicht unmittelbar betroffen (die sudetendeutschen Gebiete gehörten zuvor zu Österreich, nicht zu Deutschland), doch gab es in beiden Ländern Vorbehalte. Weimar-Deutschland erkannte die nach Saint-Germain festgelegten Grenzen an und suchte keinen Konflikt mit Prag. Im Rahmen der Locarno-Verträge von 1925 schlossen beide Staaten einen Schiedsvertrag, der Streitfragen friedlich regeln sollte. Gleichzeitig garantierte Frankreich der Tschechoslowakei militärischen Beistand für den Fall eines deutschen Angriffs, was die Bündnislage im Osten stabilisieren sollte.
Ein zentrales Thema war die Lage der deutschen Minderheit in der Tschechoslowakei. Etwa 3 Millionen Sudetendeutsche lebten als größte Minderheit im Land und machten knapp ein Fünftel der Bevölkerung aus. Die Deutschen verfügten über kulturelle Rechte wie eigene Schulen, Parteien und Vereine, jedoch keine politische Autonomie, weshalb sich viele Sudetendeutsche benachteiligt fühlten. Anfangs boykottierten ihre Abgeordneten das Prager Parlament und Sudetendeutsche protestierten 1919/20 gegen die Eingliederung ihrer Gebiete ohne Selbstbestimmung. Erst 1926 traten erstmals deutsche Parteien in eine tschechoslowakische Regierungskoalition ein. Dem tschechoslowakischen Staat ablehnend gegenüber standen die Negativisten der Deutschen Nationalpartei und die faschistische Deutsche Nationalsozialistische Arbeiterpartei.

### NS-Staat und Zweiter Weltkrieg (1933–1945)

Aufteilung der Tschechoslowakei:
1 – Sudetendeutsche Gebiete werden dem Deutschen Reich angeschlossen (September/Oktober 1938);
2 – Polen besetzt Gebiete in Teschen (Oktober 1938);
3 – Ungarn besetzt Grenzgebiete teils ungarischer Ethnie (November 1938) sowie
4 – die ruthenischsprachige Karpatoukraine (März 1939);
5 – im März 1939 wird die „Rest-Tschechei“ von Deutschland faktisch annektiert und zum Protektorat Böhmen und Mähren erklärt;
6 – von der Tschechoslowakei bleibt nur der deutsche Satellitenstaat Slowakei.

Die Machtübernahme der Nationalsozialisten in Deutschland 1933 verschärfte die deutsch-tschechoslowakischen Gegensätze drastisch. Adolf Hitler propagierte das Ziel, alle Deutschen in einem Reich zu vereinen, wozu auch die Sudetendeutschen gerechnet wurden. In der Tschechoslowakei gewann die Sudetendeutsche Partei (SdP) unter Konrad Henlein ab 1935 stark an Zulauf. Sie forderte erst Autonomie und wurde bald von Berlin gesteuert, um Druck auf Prag auszuüben. 1938 kam es zur Sudetenkrise. Hitler drohte offen mit Krieg gegen die Tschechoslowakei unter dem Vorwand des „Schutzes“ der deutschen Volksgruppe. Im September 1938 intervenierten die Westmächte: Auf der Münchner Konferenz vom 29./30. September 1938 zwangen Deutschland, Großbritannien, Frankreich und Italien die Tschechoslowakei zur Abtretung der sudetendeutschen Gebiete an das Deutsche Reich (Münchener Abkommen). Ohne die ČSR an den Verhandlungen zu beteiligen, wurde damit ein Drittel des tschechoslowakischen Staatsgebiets – wirtschaftlich wichtige Grenzregionen mit über 2,5 Mio. Deutschen und etwa 800.000 Tschechen – an Hitler-Deutschland angeschlossen. Die Tschechoslowakei fühlte sich von den Alliierten verraten, während Hitler sich in seiner Aggression belohnt sah.
Doch Hitler begnügte sich jedoch nicht mit dem Sudetenland. Schon im März 1939 brach er das Münchner Abkommen, besetzte auch die restlichen tschechischen Kerngebiete und errichtete das Protektorat Böhmen und Mähren, während die Slowakei unter deutscher Hegemonie formale Unabhängigkeit erhielt. Die Tschechoslowakei hörte faktisch auf zu existieren. Die deutsche Minderheit im Land kooperierte großteils mit dem NS-Regime, während viele Tschechen im Widerstand oder im Exil kämpften. Eine tschechoslowakische Exilregierung unter Beneš in London stellte die diplomatischen Beziehungen zu den Alliierten her und gewann 1942 deren Zugeständnis, dass das Münchner Abkommen als ungültig anzusehen sei. Unter der NS-Herrschaft erlitt die Bevölkerung massive Repression wie Zerstörung der Ortschaft Lidice 1942 und der Ermordung ihrer Bewohner nach dem Attentat auf Reinhard Heydrich. Die tschechische Industrie – etwa die Škoda-Werke – wurde in die deutsche Kriegswirtschaft eingebunden. In der Slowakei kam es 1944 zum Slowakischen Nationalaufstand, der sich gegen die im August 1944 begonnene Besetzung der Slowakei durch die deutsche Wehrmacht und gegen das slowakische Kollaborationsregime der Ludaken unter Jozef Tiso richtete. Er wurde von den Deutschen niedergeschlagen.
Im Verlauf des Jahres 1945 endete die nationalsozialistische Herrschaft mit der deutschen Niederlage. Die Tschechoslowakei wurde in ihren Vorkriegsgrenzen (ohne die abgetrennte Karpatenukraine) wiederhergestellt. Der tschechoslowakische Staatspräsident Beneš erließ die Beneš-Dekrete, die die Bestrafung der Kollaborateure und die Enteignung und Vertreibung der deutschen Bevölkerung anordneten. Etwa 2,5 bis 3 Millionen Sudetendeutsche wurden 1945/46 zwangsweise aus ihrer Heimat ausgewiesen und vertrieben. Nur ein kleiner Teil der Deutschen durfte bleiben. Diese Vorgänge überschatteten das deutsch-tschechoslowakische Verhältnis für die kommenden Jahrzehnte.

### Kalter Krieg (1949–1990)

#### BRD und die Tschechoslowakei
Nach 1945 wurde Europa durch den Ost-West-Konflikt geteilt, und die Tschechoslowakei geriet ab 1948 als ČSSR (Tschechoslowakische Sozialistische Republik) in den sowjetischen Einflussbereich. Gleichzeitig entstanden in Deutschland zwei Staaten. Die Bundesrepublik Deutschland (BRD), gegründet 1949 in den westlichen Besatzungszonen, nahm zunächst keine diplomatischen Beziehungen zur ČSSR auf. Gründe dafür lagen sowohl im Kalten Krieg – die ČSSR war ein kommunistischer Staat und enger Bündnispartner der Sowjetunion – als auch in der deutschen Haltung: Die Bundesregierung unter Konrad Adenauer vertrat mit der Hallstein-Doktrin die Linie, keine Beziehungen zu Staaten zu pflegen, die die DDR anerkannten. Da Prag die DDR als souveränen Staat anerkannte, blieben offizielle Kontakte zwischen Bonn und Prag lange aus. Die tschechisch-westdeutsche Grenze wurde 1950 abgeriegelt und die Operation Neptun des tschechoslowakischen Geheimdienstes StB und des sowjetischen KGB heizte in der Bundesrepublik Mitte der 1960er Jahre die Verjährungsdebatte an.

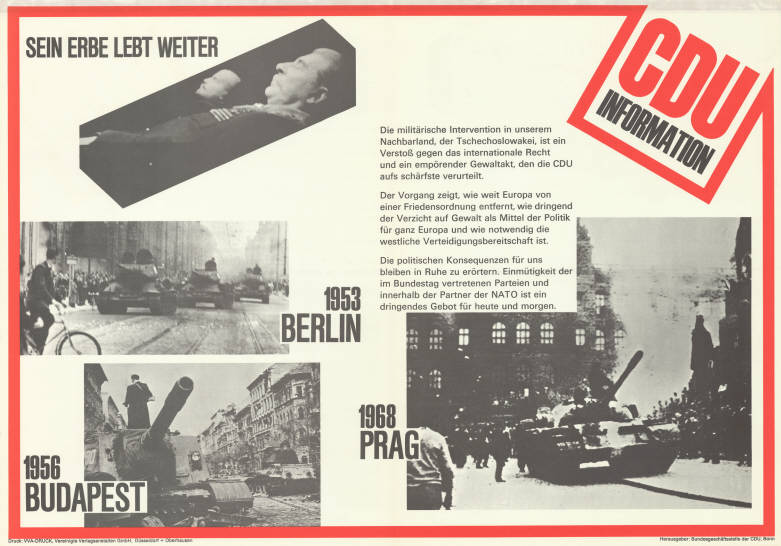
Wandzeitung der CDU zum Prager Frühling

Hinzu kam das schwierige Erbe der Vertreibungen. In der BRD fanden die sudetendeutschen Vertriebenen eine neue Heimat und schlossen sich in der Sudetendeutschen Landsmannschaft zusammen, die politisch Einfluss nahm. Für viele Westdeutsche galt die Vertreibung als großes Unrecht. Die ČSSR hingegen betrachtete die Angelegenheit als abgeschlossen. Diese gegensätzlichen Sichtweisen führten dazu, dass eine Normalisierung bis in die 1960er-Jahre blockiert blieb. Allerdings entwickelten sich inoffizielle Kontakte und wirtschaftliche Beziehungen vorsichtig weiter. Trotz fehlender diplomatischer Beziehungen gab es begrenzten Handel zwischen der BRD und ČSSR, insbesondere über West-Berlin oder via Zwischenhändler, der für beide Seiten nützlich war. Die Reformversuche während des Prager Frühlings wurden in der BRD mit großem Interesse verfolgt und der sowjetische Einmarsch 1968 löste Bestürzung aus.
Die Große Koalition in Bonn unter Kanzler Kurt Georg Kiesinger suchte 1967/68 erste Sondierungsgespräche mit Prag, blieb aber zurückhaltend. Ein entscheidender Wandel erfolgte mit der Neuen Ostpolitik der sozial-liberalen Koalition unter Willy Brandt ab 1969. Nach intensiven Verhandlungen einigten sich die BRD und die ČSSR auf den Prager Vertrag, der am 11. Dezember 1973 unterzeichnet wurde. Darin erklärten beide Seiten das Münchener Abkommen von 1938 „als nichtig“ (die ČSSR hatte auf die Formulierung „von Anfang an nichtig“ bestanden) und bestätigten die Unverletzlichkeit ihrer gemeinsamen Grenze. Zudem verzichteten beide ausdrücklich auf territoriale Ansprüche. Im Anschluss nahmen Bonn und Prag volle diplomatische Beziehungen auf und tauschten Botschafter aus.
In den 1970er- und 1980er-Jahren entwickelten sich die westdeutsch-tschechoslowakischen Kontakte schrittweise in verschiedenen Bereichen. Offizielle Staatsbesuche blieben zwar selten – ideologische Unterschiede bestanden fort – doch der diplomatische Verkehr und die Kooperation in Bereichen wie Wirtschaft, Umwelt und Verkehr verbesserten sich. Wirtschaftlich wuchs der bilaterale Handel deutlich, da die ČSSR nun direkt mit dem wirtschaftsstarken Westdeutschland Handel treiben konnte; die BRD avancierte zu einem der wichtigsten westlichen Handelspartner des Landes. Kulturell kam es ebenfalls zu Annäherungen: 1978 schlossen beide Regierungen ein Abkommen über kulturelle Zusammenarbeit, das den Austausch in Bildung, Wissenschaft, Kunst und Medien erleichterte. Bereits zuvor waren tschechoslowakische Filme, Serien und kulturelle Beiträge in Westdeutschland populär (z. B. Zeichentrickfilme wie Der kleine Maulwurf oder Märchenfilme wie Drei Haselnüsse für Aschenbrödel fanden ein deutsches Publikum). 
Ein kontroverses Thema blieb die Vergangenheit. Die Prager Führung war nicht bereit, über Entschädigungen für Vertriebene zu verhandeln; die Bundesregierung wiederum hielt am Standpunkt fest, die Vertreibung als Unrecht zu betrachten, ohne jedoch territoriale Forderungen zu stellen. Insgesamt blieb die Kommunikation sachlich und betont pragmatisch. In den 1980er-Jahren – geprägt von Michail Gorbatschows Reformpolitik in der Sowjetunion – entspannten sich auch die Ost-West-Beziehungen weiter, was den Dialog erleichterte. Im Sommer/Herbst 1989 flüchteten tausende DDR-Bürger in die Botschaft der Bundesrepublik Deutschland in Prag, um von dort in den Westen auszureisen. Die ČSSR gestattete schließlich als humanitäre Geste die Ausreise der DDR-Flüchtlinge per Zug durch ihr Gebiet – ein Ereignis, das zum Vorboten der Wende wurde. Die dramatischen Szenen, als Außenminister Hans-Dietrich Genscher Ende September 1989 vom Balkon der Prager Botschaft die Ausreise genehmigen konnte, symbolisierten das Ende der deutschen Teilung.

#### DDR und die Tschechoslowakei
Die 1949 gegründete Deutsche Demokratische Republik (DDR) stand ideologisch und außenpolitisch auf Seiten der Sowjetunion und suchte sofort enge Freundschaft mit der Tschechoslowakei. Zwischen der DDR und der ČSSR bestanden von Anfang an offizielle Beziehungen, die auf der gemeinsamen kommunistischen Gesellschaftsordnung beruhten. Bereits im Juni 1950 unterzeichneten beide Staaten die Prager Erklärung. Darin verzichteten die DDR und ČSSR gegenseitig auf alle Gebietsansprüche, erklärten das Münchener Abkommen von 1938 für null und nichtig und bezeichneten die erfolgte „Aussiedlung“ der Deutschen (die Vertreibung der Sudetendeutschen) als "endgültig und gerecht". Diese Erklärung diente der ČSSR dazu, völkerrechtliche Rückendeckung für ihre Nachkriegsordnung zu erhalten – die DDR wich damit demonstrativ von der westdeutschen Position ab und anerkannte vorbehaltlos die tschechoslowakische Souveränität über die Sudetengebiete.
In den folgenden Jahrzehnten pflegten Prag und Ost-Berlin enge politische, militärische und wirtschaftliche Kontakte im Rahmen des sozialistischen Lagers. Beide Länder waren Mitglieder des Rates für gegenseitige Wirtschaftshilfe (RGW/COMECON) und des Warschauer Pakts. Es gab regelmäßige Treffen auf Regierungsebene, und man betonte offiziell die „Freundschaft zwischen den sozialistischen Bruderländern“. Wirtschaftlich kooperierte man beispielsweise beim Energieverbund (Stromlieferungen) und koordinierte in gewissem Umfang Produktionspläne im Rahmen des RGW. Kultur und Bildung wurden ebenfalls ausgetauscht – populär waren z. B. auch in der DDR tschechoslowakische Filme und Serien. Viele DDR-Bürger verbrachten ihren Urlaub im Nachbarland, da Reisen innerhalb des Ostblocks vergleichsweise unproblematisch waren. Umgekehrt besuchten tschechoslowakische Bürger Ost-Berlin, Dresden oder die Ostsee.
Trotz dieser grundsätzlichen Nähe blieben die Beziehungen nicht völlig spannungsfrei. Ein erheblicher Einschnitt kam 1968 mit dem Prager Frühling. Die DDR-Führung unter Walter Ulbricht betrachtete die liberalisierenden Tendenzen in Prag mit großer Sorge, da sie ein Übergreifen solcher Ideen auf die DDR befürchtete. Im August 1968 beteiligten sich Truppen mehrerer Warschauer-Pakt-Staaten unter Führung der Sowjetunion an der militärischen Niederschlagung des Prager Frühlings. Ulbricht drängte darauf, dass auch die NVA eingreifen sollte, doch auf sowjetischen Entschluss hin nahmen letztlich keine regulären DDR-Truppen an der Invasion teil – wohl aus Rücksicht auf die historische Belastung eines deutschen Einmarsches in Prag. Allerdings unterstützte die DDR den Einmarsch politisch voll und ganz. Am 21. August 1968, dem Tag des Einmarschs, schloss die DDR symbolisch die Grenzen zur ČSSR und half mittels des propagandistischen „Radio Vltava“ die Rechtfertigung der Intervention zu verbreiten. Diese Ereignisse führten zu einem vorübergehenden Vertrauensbruch zwischen Teilen der tschechoslowakischen Öffentlichkeit und der DDR. Erst viele Jahre später, im April 1990, entschuldigte sich die erste frei gewählte Volkskammer der DDR offiziell für die Beteiligung ihres Landes an der Niederschlagung des Prager Frühlings.
Davon abgesehen blieben die DDR-ČSSR-Beziehungen bis 1989 eng und störungsfrei nach außen. Es gab zahlreiche Abkommen zur Kooperation, etwa im Bildungswesen und bei wissenschaftlich-technischer Zusammenarbeit. Die beiden Länder unterstützten sich gegenseitig auch ideologisch; so schickte Prag im Herbst 1989 – ironischerweise kurz vor dem eigenen Umbruch – noch Einsatzkräfte zur Unterstützung der DDR-Grenztruppen, um den Massenexodus der DDR-Bürger über die ČSSR einzudämmen. Prag und Ost-Berlin lehnten beide die liberalisierenden Reformen von Gorbatschow ab. Dieser Schulterschluss konnte jedoch den Lauf der Geschichte nicht aufhalten. Ende 1989 fegte die Samtene Revolution in Prag das kommunistische Regime hinweg, kurz nach der friedlichen Revolution in der DDR. Damit endete vierzig Jahre sozialistische Bündnispolitik.

### Nach der deutschen Wiedervereinigung (1990–1992)
Mit den historischen Umbrüchen von 1989/90 traten die deutsch-tschechoslowakischen Beziehungen in eine neue Phase ein. Die Tschechische und Slowakische Föderative Republik befreite sich von der kommunistischen Herrschaft, und in Deutschland erfolgte 1990 die Wiedervereinigung von West und Ost. Beide Seiten nutzten die Chance, die vergangenen Konflikte zu überwinden und ein partnerschaftliches Verhältnis aufzubauen. Ein bedeutendes Zeichen setzte der tschechoslowakische Präsident Václav Havel, ein ehemaliger Dissident, gleich zu Beginn: Im Dezember 1989 und erneut 1990 bat Havel öffentlich um Verzeihung für die Vertreibung der Sudetendeutschen nach dem Krieg. Dieser Schritt der Versöhnung stieß in Deutschland auf große Anerkennung. Den Höhepunkt der Neuordnung bildete der Deutsch-tschechoslowakische Vertrag über gute Nachbarschaft, der 1992 unterzeichnet wurde. In diesem umfassenden Abkommen bestätigten beide Seiten noch einmal die Unverletzlichkeit der gemeinsamen Grenze und verzichteten auf jegliche Gebietsansprüche. Sie vereinbarten die Zusammenarbeit in nahezu allen Bereichen: von Politik über Wirtschaft bis Kultur. Ebenso wurde die Wahrung der Minderheitenrechte festgeschrieben.
Am 1. Januar 1993 entstanden die unabhängige Tschechische Republik und die Slowakische Republik. Das bis dahin wieder sehr freundschaftliche Verhältnis zu Deutschland blieb jedoch ununterbrochen bestehen – es setzte sich nun in der Form bilateraler Beziehungen zwischen dem vereinigten Deutschland und den beiden Nachfolgestaaten fort.